# ジョン・ウォルターズ
ジョナサン・ロナルド "ジョン"・ウォルターズ（Jonathan Ronald "Jon" Walters, 1983年8月20日 - ）は、イングランド・モートン出身の元サッカー選手、元アイルランド代表。ポジションはフォワード。
ブラックバーン・ローヴァーズFCでキャリアを開始するもトップチームでプレーすることが叶わず、ボルトン・ワンダラーズFCと契約した。しかし、ボルトンでも失敗したためにハル・シティAFC、クルー・アレクサンドラFC、バーンズリーFCへ貸し出され、2004年にハル・シティへ完全移籍した。そこからさらに、スカンソープ・ユナイテッドFC、レクサムAFC、イプスウィッチ・タウンと短期間で複数クラブを渡り歩き、最終的にフットボールリーグ・チャンピオンシップのイプスウィッチ・タウンFCで定位置を確保して落ち着くこととなった。イプスウィッチで3季を過ごした後、2010年8月に275万ポンドでストーク・シティFCと契約し、2011年にFAカップ準決勝のボルトン戦 (5-0) で2得点を挙げて決勝進出に導いていた。
イングランドに生まれながらも、2010年にアイルランド代表として初出場を飾り、UEFA EURO 2012に出場した。

## 経歴

### クラブ

#### 初期
ブラックバーン・ローヴァーズ
マージーサイドのモートンに生まれたウォルターズは、イーストハム地区ジュニアリーグでシャフツベリー (Shaftesbury) のU-16チームとしてプレーしていた際にトレンメア・ローヴァーズFC戦でハットトリック、マンチェスター・ユナイテッドFC戦で2得点と持ち前の快速で活躍していたところをブラックバーン・ローヴァーズFCからスカウトされ、同クラブの下部組織に入団をした。ブラックバーンでは、下部組織とリザーブチームで得点を量産し、2001年にはFAユースカップで得点王になる活躍を見せてアーセナルFCとの決勝戦 (3-6) 進出に貢献したものの、2002年3月に重大な規律違反によって退団となった。
ボルトン・ワンダラーズ
様々なクラブのトライアルを経て、移籍金5万ポンドで2002年8月にボルトン・ワンダラーズFCと4年契約を締結し、プロ初出場を飾った8月24日のプレミアリーグでのチャールトン・アスレティックFC戦 (1-2) を含めて4試合に出場した後、2003年2月27日に4部のハル・シティAFCへ1ヶ月貸し出されることとなった。ハル・シティでは、3月1日のカーライル・ユナイテッドFC戦 (5-1) でデビュー戦ながら2得点を挙げると、期限1ヶ月の間で5試合3得点を挙げる活躍を見せたことで2002-03シーズン終了まで期限付き移籍が延長された。
ハル・シティとの期限付き移籍が満了となると、今度は2003年に3部のクルー・アレクサンドラFCへ1ヶ月貸し出されることとなったが、歯の感染症に苦しんだ影響から未出場に終わり、2003年11月12日には3部のバーンズリーFCへ期限付き移籍をし、8試合に出場した。
ハル・シティ
2004年2月4日に移籍金5万ポンドで元所属の4部のハル・シティAFCと2年半契約で完全移籍を果たし、同2003-04シーズンの公式戦で17試合に出場してフットボールリーグ1昇格に貢献した。翌2004-05シーズンはチームが躍進する一方で2005年1月31日に4部のスカンソープ・ユナイテッドFCへ貸し出され、3試合に出場した。
レクサム
2004-05シーズンにハル・シティはフットボールリーグ・チャンピオンシップ昇格を達成したものの、自身は先発僅か9試合にしか出場出来なかったため、2005年7月1日にフットボールリーグ2のレクサムAFCへ売却され、1年契約を締結することとなる。資金繰りが厳しいクラブへの加入ながらも、「ここは練習施設やグラウンドがプレミアリーグ級だし、自宅に近い。それに自分の仕事はあくまでもピッチの上でだ」と意気込んだウォルターズは、レギュラーとして公式戦41試合に出場し、チェルトナム・タウンFC戦の初得点、トーキー・ユナイテッドFC戦の複数点を含めて5得点を記録した。
チェスター・シティ
2006年6月23日、ライバル関係にある同4部のチェスター・シティFCと2年契約を締結し、26試合9得点を挙げる印象的なパフォーマンスは複数クラブの注目を集め、シーズン中の2007年1月には移籍金10万ポンドでスカンソープ・ユナイテッドFCからオファーがされた。

#### イプスウィッチ・タウン

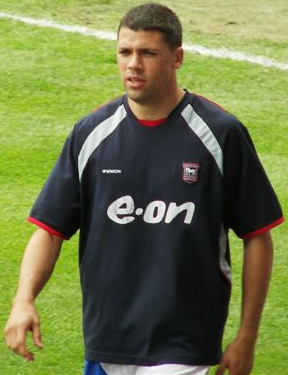
2007年、イプスウィッチ・タウンFCでプレーするウォルターズ

2007年1月11日のFAカップでのプレーが感銘を与えた結果、1月27日にイプスウィッチ・タウンFCと3年半契約を締結。なお、移籍金は10万ポンドであり、出場数により最大20万ポンドまで上昇する。1月30日のストーク・シティFC戦 (0-0) で初出場を飾って以降、暫く得点を挙げられずにいたことで失敗として見られていたが、3月3日の本拠地ポートマン・ロードでのクイーンズ・パーク・レンジャーズFC戦 (2-1) で初得点を記録すると、その後のバーンズリー戦でも得点を挙げ、2006-07シーズン最終節でのカーディフ・シティFC戦では2得点を挙げた。
翌2007-08シーズンは右サイドとセンターフォワードを務める中、11月10日のブリストル・シティFC戦 (6-0) でプロ初となるハットトリックを挙げ、また、同週にアイルランドB代表に招集され、2008年1月14日に契約を2011年まで延長する等、充実したシーズンを過ごしていたが、膝の問題から3月19日に手術を受けて暫く離脱することが決定した。懸念されていた手術は無事成功し、4月13日のノリッジ・シティFC戦で復帰を果たし、5月4日に古巣のハル・シティ戦 (1-0) でアラン・リー (en) の決勝点をアシストした。チームは僅か勝ち点1差で昇格プレーオフを逃したものの、ウォルターズ個人としては、10月6日のプレストン・ノース・エンドFC戦以降、定期的な膝の痛みに悩まされていたにもかかわらず、顕著な活躍を見せていたことでスポンサーと同僚が選出する最優秀選手賞の両方を受賞している。
2008-09シーズンは、昨季のプレーによってプレミアリーグのクラブへの移籍が噂される中で2008年10月29日に契約を2012年まで延長。2009年3月10日のウルヴァーハンプトン・ワンダラーズFC戦 (0-0) で足首の靭帯損傷となり、シーズン残りを欠場することが予想されていたものの、驚異的な回復によって4月11日のドンカスター・ローヴァーズFC戦で復帰を果たし、最終的に同シーズンは公式戦41試合7得点を記録した。翌2009-10シーズンは、15位とチームが低迷する中にあってロイ・キーン監督の下で主将を務め、チーム最多の8得点を挙げ奮闘していた。
複数クラブに関心を寄せられながら2009-10シーズン開幕を迎えたが、2010年8月にプレミアリーグのストーク・シティからオファーをされて退団の意思をキーン監督を伝えた。

#### ストーク・シティ
2010年8月18日に移籍金275万（最大325万）ポンドでストーク・シティFCと4年契約を締結する。21日のトッテナム・ホットスパーFC戦では、初出場ながらにして初得点を挙げたかに思われたが、ゴールラインを越えてないとの判断からお預けとなり、24日のフットボールリーグカップでのシュルーズベリー・タウンFC戦 (2-1) で公式戦初得点、10月2日の古巣ブラックバーン戦 (1-0) でリーグ初得点にして決勝点を挙げると、試合後にストークのトニー・ピューリス監督から紆余曲折を経て遂にプレミアリーグ初得点を挙げたことを称賛されたのみにとどまらず、ボルトン時代に師事したブラックバーンのサム・アラダイス監督からもウォルターズの苦難の道のりを知っていたため、敵将にもかかわらず称賛された。11月20日のウェスト・ブロムウィッチ・アルビオンFC戦では、途中出場からペナルティーキックを決め、さらにスコット・カーソンが弾いたところで2得点目を挙げた。さらに、2011年1月18日のFAカップ3回戦再試合でのカーディフ戦 (2-0) 戦でも複数点を挙げた。
2011年3月19日のニューカッスル・ユナイテッドFC戦 (4-0) でウェストブロム戦以来のリーグ戦での得点を挙げると、続くチェルシーFC戦では、強豪相手に同試合の最優秀選手に選出される程の輝きを見せて2試合連続得点を挙げ、その活躍から試合後にピューリス監督から称賛された。4月17日のFAカップ準決勝での古巣ボルトン戦 (5-0) で2得点を挙げてチーム史上初の決勝進出に大きく貢献し、試合後にキャリアの絶頂にあると喜びを語った。最終的にマンチェスター・シティFCとの決勝戦 (0-1) は準優勝に終わったものの、同2010-11シーズンはケンワイン・ジョーンズと共にチーム最多となる12得点を記録し、FAカップ準決勝のボルトン戦での得点がチームの年間最優秀得点に選出される成功に満ちたものだった。
自身初の欧州カップ戦となった7月28日のハイドゥク・スプリト戦 (1-0) で決勝点を挙げ、8月には契約を1年延長することに成功した。同2011-12シーズンは、前半戦の公式戦で1試合を除く31試合（先発26試合）に出場する不可欠な選手としてプレーした結果、2012年3月にはサー・スタンリー・マシューズ賞を受賞し、その際に残りのキャリアをチームに捧げたいと語った。2012年4月21日、シーズン通算50試合に出場ながらも9得点の内、PK5得点だったことでファンから批判されたが、ピューリス監督から得点力以外に秀でている部分があるため定期的に起用していると擁護された。ストーク加入100試合目となった5月13日のボルトン戦 (2-2) で2得点を挙げ、かつて在籍したチームに対して降格の引導を渡した。
続く2012-13シーズンも絶えず出場し、2012年11月3日のノリッジ戦でフィールドプレーヤーとしてはクラブ新記録となるリーグ戦先発出場数61試合を達成したウォルターズは、19日のウェストハム・ユナイテッドFC戦 (1-1) でガリー・ネヴィルから評価を得た程のセットプレーによる得点を挙げ、ボクシング・デーのリヴァプールFC戦 (3-1) で2得点を挙げた。その一方で2013年1月12日のチェルシー戦 (0-4) では、プレミアリーグ史上4人目となる1試合2回オウンゴールをした選手になってしまい、さらにペナルティーキックを失敗する散々な出来だった。それから3日後にFAカップ3回戦再試合でのクリスタル・パレスFC戦 (4-1) で先日の失敗を帳消しにするかのように2得点を挙げた。2012-13シーズンはチームの公式戦全てにあたる42試合11得点を記録し、最終節のサウサンプトンFC戦で連続先発出場数を89に伸ばした。
2013-14シーズンは、リヴァプールとの開幕戦 (0-1) で1点を追いかける中、終了直前にPKを得るもシモン・ミニョレによって同点の好機を潰され、悪いスタートを切ることになったが、ウォルターズ自身は、これでストーク加入以降任されたPKで13回中5回失敗したにもかかわらず、気落ちせずに次のPKも蹴るつもりと意気込んだ。連続先発出場数100試合の大台となった11月10日のスウォンジー・シティAFC戦 (3-3) でシーズン初得点を挙げて記録に華を添えたが、12月4日のカーディフ戦の負傷によって記録は102試合で途絶えた。その後、3月1日のアーセナルFC戦 (1-0) でPKによる決勝点を挙げ、8日のノリッジ戦でも得点を挙げているが、アレクサンダー・テッテイ (en) へのファアルでキャリア初のレッドカードによる退場処分を受けた。最終的に同シーズンは36試合5得点を記録して9位でシーズンを終了することに貢献した。
2014-15シーズンになると、攻撃陣にボージャン・クルキッチとマメ・ビラム・ディウフが追加された影響でポジション争いが激しくなると共にプレミアリーグの他クラブへ関心を寄せられており、移籍の選択を除外しない考えであることを明かした。
2019年3月22日、現役引退を発表した。

### 代表

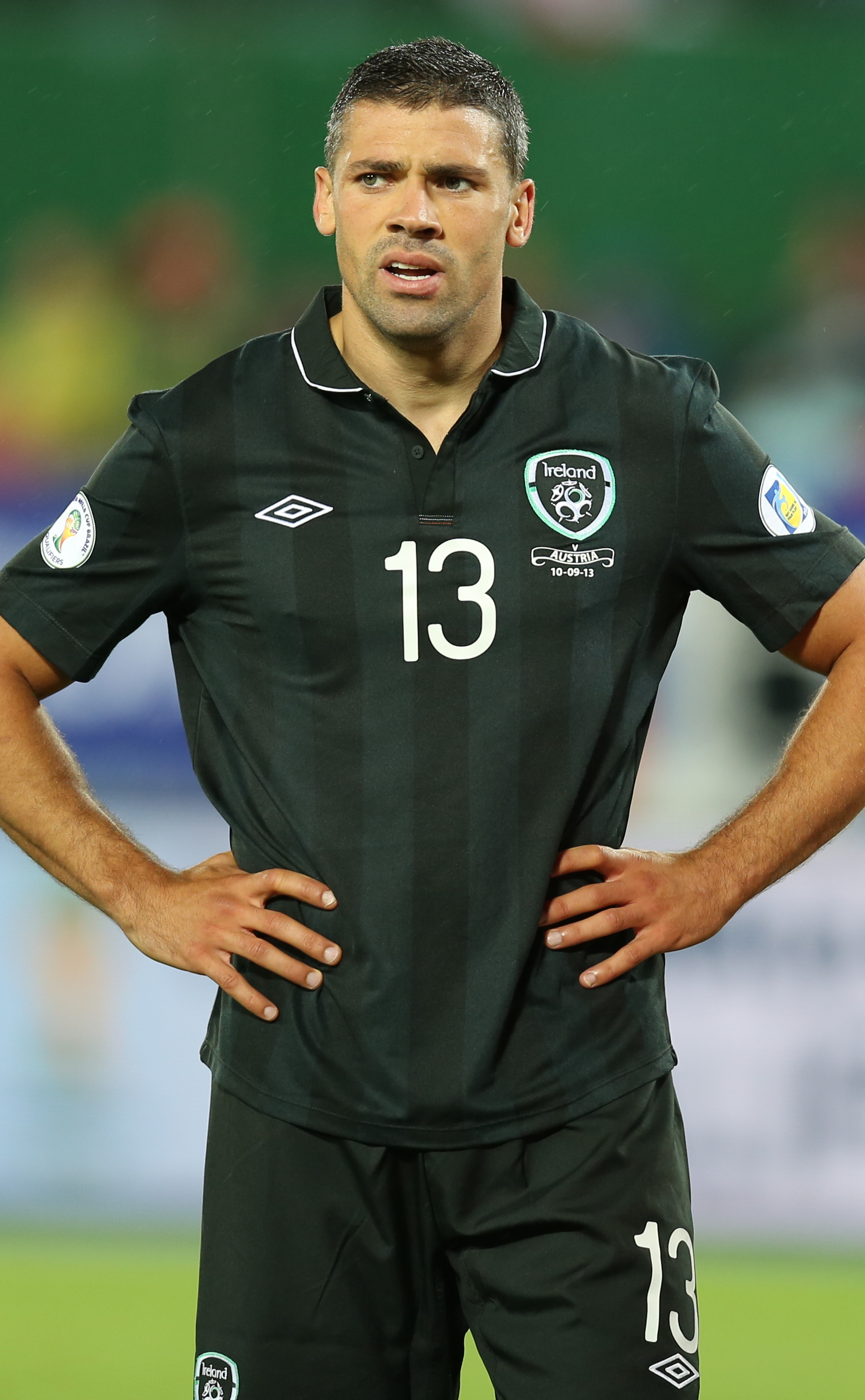
2013年9月、アイルランド代表でのウォルターズ

ダブリン出身のアイルランド人を母に持つため、アイルランド代表での出場資格を有しており、2003年10月10日のU-21スイス戦でU-21アイルランド代表として初出場を飾って2得点を挙げ、2007年11月にはスコットランド戦へ向けてアイルランドB代表に選出された。
2010年にジョバンニ・トラパットーニ監督からアイルランドA代表への招集を示唆されると、11月のノルウェー戦に向けて初招集され、17日の同試合で後半から初出場を飾った。2011年11月11日のUEFA EURO 2012予選でのエストニアとのプレーオフ第1戦 (4-0) でサイモン・コックス (en) を押しやり先発出場し、代表初得点を挙げて期待に応えると、UEFA EURO 2012本大会のメンバーに選出され、グループリーグの全3試合に途中出場した。2013年3月26日の2014 FIFAワールドカップ・ヨーロッパ予選でオーストリア戦で2得点を挙げる。マーティン・オニール新監督の2試合目となった11月のポーランド戦で主将を務めた。

### 私生活
幼少期にサッカー場の向かいに住み、グディソン・パークのシーズンシートを持つ程にエヴァートンFCの熱狂的だった父と兄弟の影響もあり、自身もファンとなったウォルターズは、12歳の時に母を亡くし、以後は男手一つで育てられた。
結婚して2人の娘と息子を授かる。娘の1人は胃壁破裂症で生を受けた。